# Theretra tomasi
Theretra tomasi là một loài bướm đêm thuộc họ Sphingidae. Nó được tìm thấy ở Sénégal.